# 第一政党体系
第一政党体系（First Party System），历史和政治学划期描述美国政治的一个模型，该体系大致存在于美国的1792年至1824年。第一政党体系主要包括两个联邦政党，二者竞争总统、国会以及各州的控制权，具体包括主要由亚历山大·汉密尔顿创建的联邦党，以及由托马斯·杰斐逊和詹姆斯·麦迪逊联手组建，而联邦党的竞争对手是杰斐逊式理念为主的民主共和党，其在当时通常被称作共和党。联邦党人一直到1800年占主导地位，而1800年后共和党人占主导地位。
在对当时的政党制度的分析中，杰斐逊于1798年2月12日写道：
在美国内部出现了两个政治派别，一派相信行政部门是我们政府最需要支持的部门；另一派则认为其与英国政府中的类似部门一样，实力已经过于强大，超越了宪法中的共和部分，因此在模棱两可的情况下，他们倾向于立法权。前者被称作联邦主义者，有时被称作贵族分子或独裁分子，有时被称作保守党（托利党），与英国政府的相应派系完全对应的定义；后者被大多数人所熟知的称呼包括，共和党人、辉格党人、雅各宾派、无政府主义者、混乱分子等。
两党都起源于联邦政治，但很快发展到努力在各个州笼络支持者和选民。联邦党人面向商界，共和党人面向种植者和农民发起呼吁。到1796年，几乎每个州的政治都被两党垄断，党报和党团（caucuses）成为动员选民的特别有效工具。
联邦党人推动了财政部长汉密尔顿的金融体系，该体系倡导由联邦承担各州债务，（建立）关税偿还债务、组建促进融资的国家银行以及鼓励银行和制造业。根基于南方的共和党人反对强大的行政权力，对常备陆军和海军持怀疑态度，要求严格解读联邦政府的宪法权力，并强烈反对汉密尔顿的财政计划。也许更重要的是外交政策（方面存有差异），联邦党人因英国的政治稳定和与美国密切的贸易关系而支持英国，而共和党人则钦佩法国和法国大革命。杰斐逊尤其担心英国贵族风气会影响败坏共和主义。
英国和法国从1793年至1815年陷于交战，（期间）只有一次短暂的停战。美国持中立立场，联邦党人对法国持敌视态度，共和党人则对英国持敌对态度。1794年的《杰伊条约》标志着双方及其支持者在各州的决定性动员。总统乔治·华盛顿官方身份虽无党派，但一般支持联邦党人，该党视华盛顿成为他们的标志性英雄。
随着联邦党的势力缩减到一些孤立的据点以及民主共和党丧失团结后，第一政党体系连同舒适时代（1816-1824）一併终结。1824年至1828年，随着第二政党体系的出现，民主共和党分裂为杰克逊主义派和亨利克莱派，杰克逊派在1830年代演变为现代的民主党，亨利克莱派到后来被克莱本人成立的辉格党所吸收。